# Opéra de Lille
L’opéra de Lille est un théâtre d'inspiration néo classique.
Construit de 1907 à 1913, il est inauguré officiellement en 1923. Fermé pour rénovation en 1998, il a rouvert fin 2003 pour Lille 2004. L'Opéra de Lille est membre de la Réunion des opéras de France (ROF), du Réseau européen pour la sensibilisation à l'opéra et à la danse (RESEO) et d'Opera Europa. Le bâtiment a été inscrit à l'inventaire des monuments historiques en 1999.
L'Opéra de Lille a le statut d'établissement public de coopération culturelle depuis le 1er janvier 2008.
Ce site est desservi par les stations de métro Gare Lille-Flandres et Rihour.

## Historique
En 1668, la ville de Lille devient française par le traité d'Aix-la-Chapelle. L'activité lyrique se développe rapidement. Des spectacles sont organisés dans la salle de l'hôtel de ville par le compositeur Pascal Collasse. En 1700, la salle est détruite après une représentation de Médée de Charpentier. Elle est reconstruite grâce à un don de 90 000 florins de Louis XIV. Le nom de la rue de la Vieille Comédie rappelle cet ancien édifice.

### Le théâtre de Lequeux
À la fin du XVIIIe siècle, une salle plus vaste est construite par l'architecte Michel Lequeux. Le chantier débute en 1785 : le bâtiment (25 m de large sur 47 m de long) s'ouvre au sud avec six colonnes en façade et une balustrade dissimulant le toit. Malgré la mort tragique de Lequeux en 1786, le chantier est repris sous la direction de ses associés, Paul-Pierre Comer et Joseph-Marie Deledicque. Au printemps 1787, les travaux sont achevés. La nouvelle salle est inaugurée le 16 avril 1787.
Ce théâtre voit notamment les créations françaises du Vaisseau Fantôme de Richard Wagner (1893) ou de Zaza de Leoncavallo (1903).

### La destruction et la reconstruction
En 1903, un incendie ravage le précédent opéra construit à un emplacement très proche par Michel-Joseph Lequeux en 1785.
Un théâtre est construit dans l'urgence place Sébastopol pour remplacer l'édifice détruit.
Le théâtre Sébastopol étant conçu comme un bâtiment provisoire, la municipalité lance un concours pour la construction d'un nouvel opéra. Le lauréat du concours est l'architecte Louis Marie Cordonnier, dont l'inspiration puise du côté de Victor Louis et de Charles Garnier et des théâtres à l'italienne.
Les travaux sont engagés en 1907 sur un site en léger recul par rapport à l'ancien théâtre ce qui permet d'agrandir la place. Le sol difficile qui correspond à un bras de la Deûle asséché au Moyen-Âge, nécessite de planter 1 050 pieux en béton sur près de 5 mètres de profondeur pour assurer les fondations de l'édifice. Le béton armé selon le procédé Hennebique, habillé de pierres de Soignies et de Savonnières, forme également le corps de l’édifice.
En 1914, alors qu'il n'est pas encore tout à fait terminé, les Allemands l'occupent et réquisitionnent une partie des meubles et du matériel de l'autre opéra lillois, le théâtre Sébastopol. C’est la raison pour laquelle les sièges sont actuellement rouges alors que le projet initial prévoyait des sièges bleus (couleur dominante du projet de Cordonnier, seule la rosace du plafond garde la trace de cette volonté). Les Allemands achèvent les travaux et inscrivent sur son fronton « Théâtre allemand ».
La première représentation a lieu à Noël 1915, sous la présidence du Kronprinz Rupprecht de Bavière et du gouverneur von Heinrich, commandant des forces d’occupation de la place de Lille. Des artistes berlinois interprètent Iphigénie de Goethe, un Prélude symphonique et Festklange de Liszt. Par la suite, on y joue les Nibelungen et des opérettes ; la population civile est invitée à assister à ces représentations qu’elle boude. Les artistes allemands ne quittent l’Opéra que fin septembre 1918, non sans avoir détruit tous les décors et machineries de scène. En quatre années d'occupation, une centaine de représentations auront eu lieu.

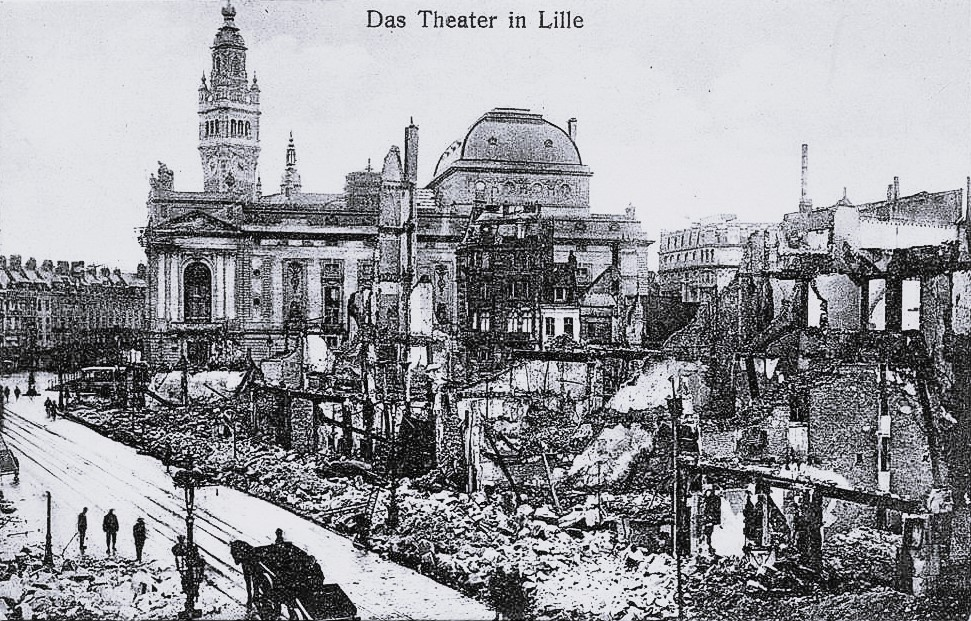
Das Theater in Lille
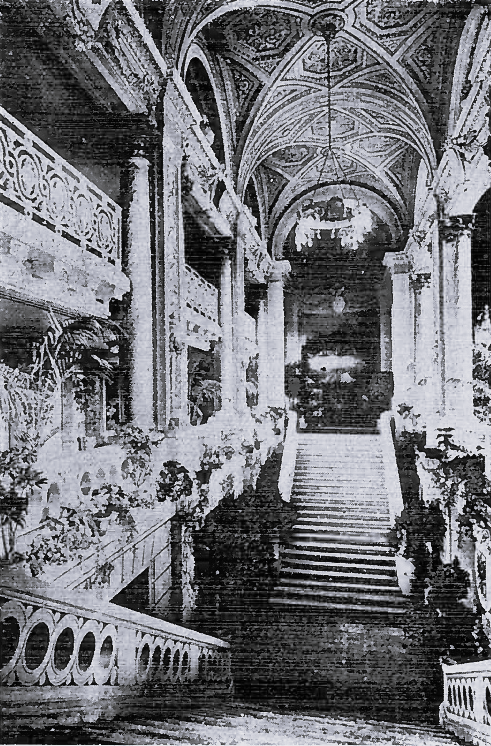
L’escalier
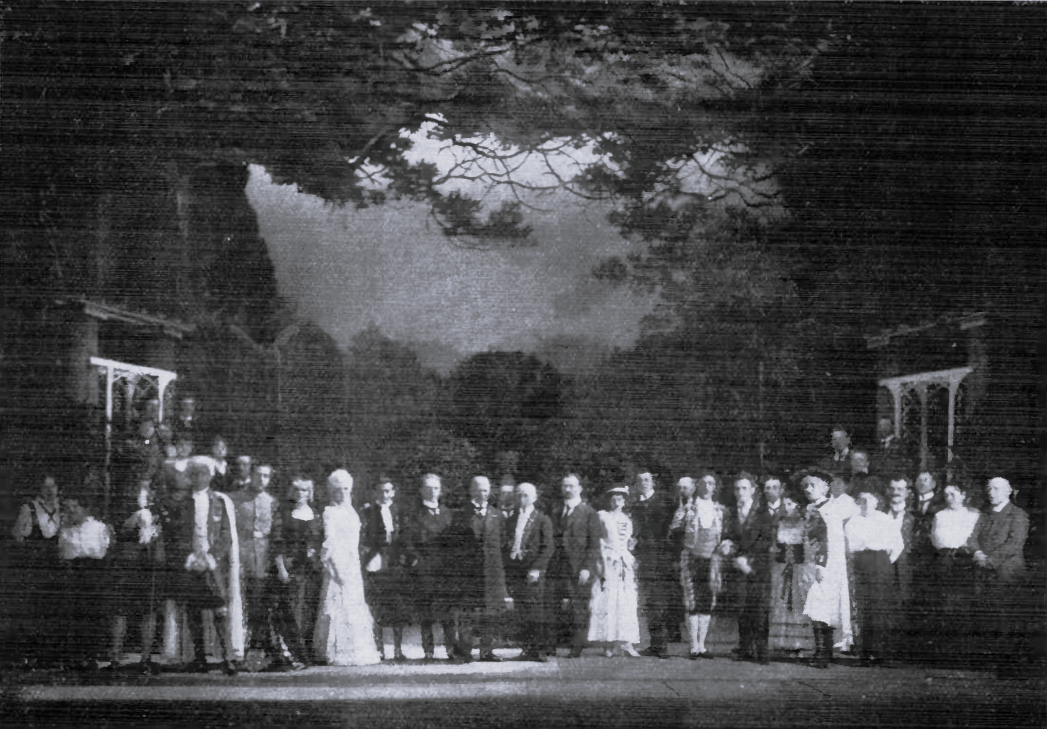
Conseil et membres de l’Opéra de Lübeck dans la décoration du dernier acte des Les Noces de Figaro sur la scène du théâtre
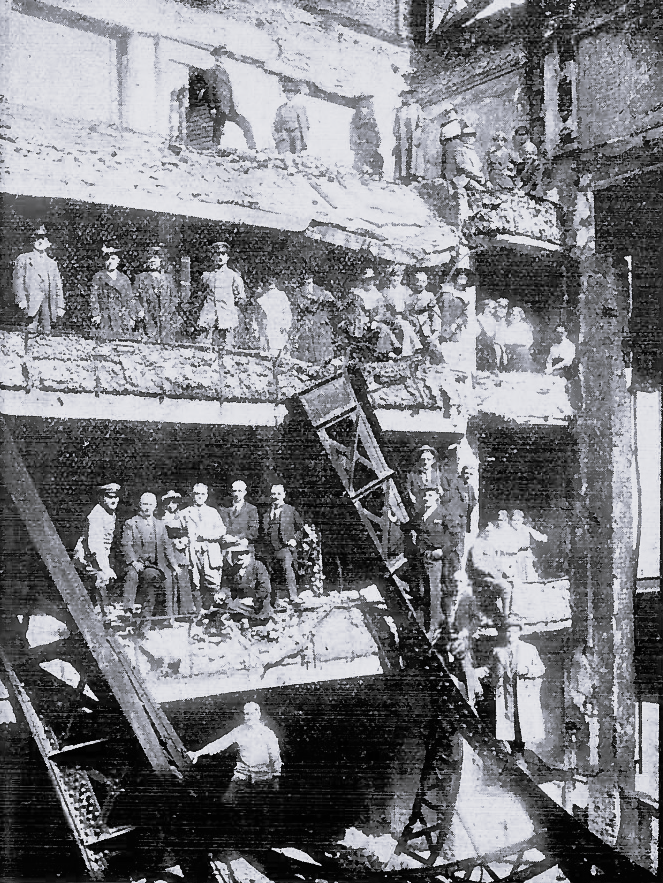
Membres de l’Opéra de Lübeck dans le théâtre

La fin de la guerre permet une restauration de l'Opéra, qui ouvre ses portes de nouveau en 1923, pour sa « première française ».

### Une renaissance difficile
Après la Seconde Guerre mondiale, l'opéra connaît une renaissance difficile. Le dernier opéra joué avant la guerre fut Maroûf de Rabaud le 23 mars 1939. Des travaux furent effectuées pour rendre la scène de nouveau opérationnelle. La réouverture officielle eut lieu le 27 novembre 1946 avec le Faust de Gounod.
De 1946 à 1953, les différents directeurs successifs (Paul Frady, Louis Guénot, Alban Derrpja) sont confrontés au problème du financement, les déficits s'accumulent. Cependant, quelques évènements marquants sortirent la scène lilloise de la morosité : la présence du tout jeune Georges Prêtre à la direction de la musique en 1948, la représentation du Werther de Massenet le 2 juin 1947 avec le ténor José Luccioni dans le rôle-titre (il bissa les airs du 1er et 2e actes, trissa l'air du 3e Pourquoi me réveiller ?). Le 27 août 1950, le ténor Georges Thill donnait son dernier récital lillois.

### Une période florissante
De 1953 à 1978, 2 directeurs se succèdent à la tête de l'opéra de Lille : Maurice Cottinet (1953-1960) et Alexandre Vanderdonckt (1960-1978). Sous leur direction, l'opéra de Lille connaît une stabilité et un rayonnement plus important, malgré la persistance de difficultés financières.
En 1955, l'État lance la décentralisation artistique en dotant les opéras de province d'un budget important pour monter des œuvres nouvelles et des productions de grande qualité qui doivent être proposées dans plusieurs théâtres. Lille accueille ainsi dès la saison 1955-1956 deux spectacles en provenance de l'opéra de Nancy : l'opérette Casanova de Wal-Berg et le Fou de Landowski, deux mois après sa création mondiale. En 1957, Idoménée de Mozart venant de l'opéra de Bordeaux.En 1958, l'opérette le Corsaire Noir de Maurice Yvain, production de l'opéra de Marseille. En 1959, Platée de Rameau production de l'opéra de Lyon sous la direction de Louis de Froment.
Le spectacle lyrique majeur est la production de la Forêt Bleue d'Aubert donnée le 12 mars 1959. Ce spectacle fut repris ensuite à Mulhouse, Colmar, Reims, Nantes, Bordeaux, Toulouse ou Avignon.
De 1946 à 1978, Carmen fut jouée lors des 32 saisons consécutives, Faust 31 saisons, Tosca et le Barbier de Séville 27 saisons. Les grands titres du répertoire français et italien avaient les préférences du public.
Jusqu'à la fin des années 1970, les opéras étaient traditionnellement chantés en français. Parfois, certaines représentations se déroulaient de manière cocasse : en 1955, Le Trouvère fut chanté en français, mais le ténor italien, Achille Braschi chanta en italien, se permettant de trisser di quelle pira. En 1956, La Juive d'Halévy fut chantée en français, mais le titulaire du rôle d'Eléazar, le ténor Achille Braschi, chanta son rôle en italien, mais bissa Rachel, quand du seigneur en français. La même année, La Favorite de Donizetti fut chantée dans l'original français mais Achille Braschi chanta la partition italienne ! Les opéras étaient rarement chantés en langue originale (Andrea Chenier en 1966 avec Paul Finel). En 1959, un ballo in Maschera de Verdi fut interprété par des artistes italiens, chantant en italien, les chœurs chantant en français.
Dans les années 1960, Alexandre Vanderdonckt manifeste de mettre à l'affiche des œuvres nouvelles. Des opéras radiophoniques (créés à la radio avant d'être créé à la scène) ont vu leur création scénique se dérouler à Lille : La Vénus d'Ille et Diafoirus 60 d'Henri Busser en 1963, Goya de Tony Aubin en 1974.
Le ténor Alain Vanzo crée au théâtre Sébastopol sa comédie musicale Pêcheurs d'étoiles en 1972 et il interprète lui-même le rôle principal. Vanzo se produit régulièrement sur la scène de l'opéra (La traviata, La Bohème, Madame Butterfly, Manon Lescaut, Tosca, L'Opéra d'Aran, Werthe...) 
Parmi les artistes invités, les figures les plus marquantes du chant français se produisent à Lille : les sopranos Monique De Pondeau, Françoise Garner, Michèle Le Bris, Andrée Esposito, Mady Mesplé ; les mezzo-sopranos Michèle Vilma, Lyne Dourian ; les ténors Georges Liccioni, Jean Brazzi ; Tony Poncet ; les barytons Robert Massard, Michel Dens, Alain Fondary, Matteo Manuguerra, les basses Gérard Serkoyan, Adrien Legros. En 1968, la soprano américaine Astrid Varnay chante dans la Walkyrie de Wagner.

### Le déclin
À la fin des années 1970, l'activité lyrique s'essouffle. Pour la relancer, sur le modèle de l'Opéra du Rhin, l'idée d'un syndicat intercommunal regroupant les villes de Lille, Roubaix et Tourcoing est lancée.

#### L'Opéra du Nord
En 1979, l'opéra de Lille est associé au ballet du nord de Roubaix et à l'atelier lyrique de Tourcoing (dont la direction sera confiée à Jean-Claude Malgoire en 1980) pour former l'Opéra du Nord. La direction est confiée à Élie Delfosse. De nombreux spectacles sont joués : Il Trovatore de Verdi marque l'ouverture de la saison 1979-1980. De grands artistes se produisent, le baryton Rolando Panerai dans Falstaff de Verdi, le baryton-basse belge José van Dam dans le rôle de Don Giovanni en 1982 aux côtés d'Adriana Maliponte. Mariella Devia se produit dans l'un de ses rôles fétiches, Lucia di Lammermoor en 1983. En 1981, Tosca réunit Éva Marton et Beniaminio Prior. En 1982, fut jouée la version originale de Boris Godounov de Moussorgsky. La volonté est d'afficher 60 % d'artistes lyriques français : Alain Vanzo revient dans Faust, Gilbert Py et Robert Massard sont affichés dans Samson et Dalila.
L'opéra du nord rencontre un écho favorable auprès du public, le nombre d'abonnés passant de 700 à 3 000 en trois ans. Mais dès le début, les problèmes financiers mettent en péril son existence. En 1984, un plan de restructuration est appliqué, entraînant le licenciement d'une partie du personnel. Les villes de Lille, Roubaix, Tourcoing se déchirent sur les questions budgétaires et n'arrivent pas à transformer le syndicat intercommunal en syndicat mixte.
Projet ambitieux, l'opéra du nord est dissous en 1985, car des problèmes financiers et les rivalités politiques ont raison de son existence.

##### La disparition de l'opéra
Après la disparition de l'opéra du Nord, chaque structure reprend son indépendance. L'opéra de Lille lui succède sous la direction d'Humbert Camerlo, arrivé à la direction en 1984. Il met en place une programmation ambitieuse : en 1984, Cosi van Tutte de Mozart, en 1985 Les Mamelles de Tirésias de Poulenc, « un des spectacles les plus inattendus de la saison lyrique française ». Lors de la saison 1985-1986 The rake's progress de Stravinsky mis en scène par Robert Altman. Pour des raisons budgétaires, la saison 1986-1987 n'a pas lieu, l'opéra est fermé, les membres du chœur et de l'orchestre licenciés.

### Renaissance éphémère
En 1989, après trois ans de fermeture, une nouvelle saison lyrique voit le jour avec un seul opéra (Madame Butterfly de Puccini), quelques concerts et récitals de grandes voix.
Au début des années 1990, sous la direction de Riccardo Swarzcer, de nouvelles saisons sont proposées au public lillois : une ou deux productions lyriques, plusieurs récitals de grandes voix. En 1991, est monté Don Giovanni pour le bicentenaire Mozart. En 1992, Il Turco in Italia pour le bicentenaire Rossini. De grands artistes lyriques se produisent en récital : Cecilia Bartoli, Lucia Popp, Marilyn Horne, Christa Ludwig, Kiri Te Kanawa, Martine Dupuy, Lucia Aliberti, Rockwell Blake, José Van Dam, Roberto Alagna, Ruggero Raimondi ou Samuel Ramey. En 1994, le baryton Leo Nucci, malade, ne chante que quelques minutes mais propose de revenir quelques semaines plus tard où il obtient un triomphe dans un programme consacré au lied italien… Quelques productions sont saluées par la critique : Werther de Massenet avec Laurence Dale qui bénéficie d'une captation TV de dernière minute ou les Contes d'Hoffmann d'Offenbach sous la direction de Jean-Claude Casadesus, Celle d'un ballo in maschera de Verdi en 1994 est plus contestée: mal accueillie par le public, le ténor Vincenzo La Scola est victime d'un affreux couac lors de l'avant-dernière représentation.
Des chefs et orchestres prestigieux sont invités : Lorin Maazel dans un concert Wagner, Sir Georg Solti pour diriger une version concertante du Chateau de Barbe-Bleue de Bartok. L'orchestre du Marinsky de Saint-Pétersbourg donne le Requiem de Verdi en 1992.
En 1998, l'inspection des conditions de sécurité du bâtiment oblige la municipalité à fermer l'Opéra dans l'urgence, alors que la saison est en cours. La remise en conformité s'accompagnera d'un projet plus ambitieux d'amélioration des conditions d'accueil du public et des hôtes artistiques. Le projet est alors confié aux architectes Patrice Neirinck et Pierre-Louis Carlier, avec l'aide du cabinet Peutz pour les études acoustiques et dUCKS scéno pour les conseils scénographiques.

### Le renouveau des années 2000
Fin 2003, la réouverture anticipe de quelques mois l'événement Lille 2004 (capitale européenne de la culture). Le premier spectacle lyrique est Don Giovanni de Mozart en janvier 2004 suivi quelques mois plus tard de Madame Butterfly.
Sous la direction de Caroline Sonrier, l'opéra connaît une renaissance durable et originale. L'ambition du projet est l'ouverture : ouverture à tous les répertoires, ouverture aux esthétiques actuelles de la création et aux artistes émergents, ouverture à tous les publics, ouverture à l’ensemble des territoires de la région et d’au-delà, etc. De saison en saison, le projet rassemble un public large autour d’une programmation originale et exigeante, ancrant l’opéra, la danse et les messages qu’il porte dans l’imaginaire d’un public toujours plus attentif.
Les spectacles présentés allient répertoire traditionnel et créations contemporaines. Les saisons successives présentent productions lyriques, danse, concerts ou récitals.
l’Opéra de Lille a initié plusieurs collaborations durables avec des ensembles et orchestres reconnus qui prennent part à au moins une production par saison : le Concert d’Astrée, dirigé par Emmanuelle Haïm, l’Ensemble Ictus, basé à Bruxelles sont en résidence ; l’Orchestre National de Lille, l’Orchestre de Picardie et le Balcon sont des partenaires privilégiés et sont invités régulièrement.
Créé avec la réouverture de l’Opéra en 2003, le Chœur de l’Opéra de Lille, dirigé par Yves Parmentier est composé selon les productions de 26 à 36 chanteurs professionnels, non permanents, dont une large part vit dans la région. Le Chœur de l’Opéra de Lille a pour mission de participer aux productions lyriques de l’Opéra, mais aussi de donner des concerts en tournée et à l’Opéra dans le cadre des Concerts du Mercredi à 18h .
En 2010, la production de Carmen attire de nombreux éloges avec Stéphanie d'Oustrac dans le rôle-titre. Le journal Le Monde salue la production en titrant Une Carmen est née à Lille.
Le 28 octobre 2017, la ministre de la culture, Françoise Nyssen, attribue à l’Opéra de Lille la nouvelle appellation de Théâtre lyrique d’intérêt national.

## Architecture

### La façade

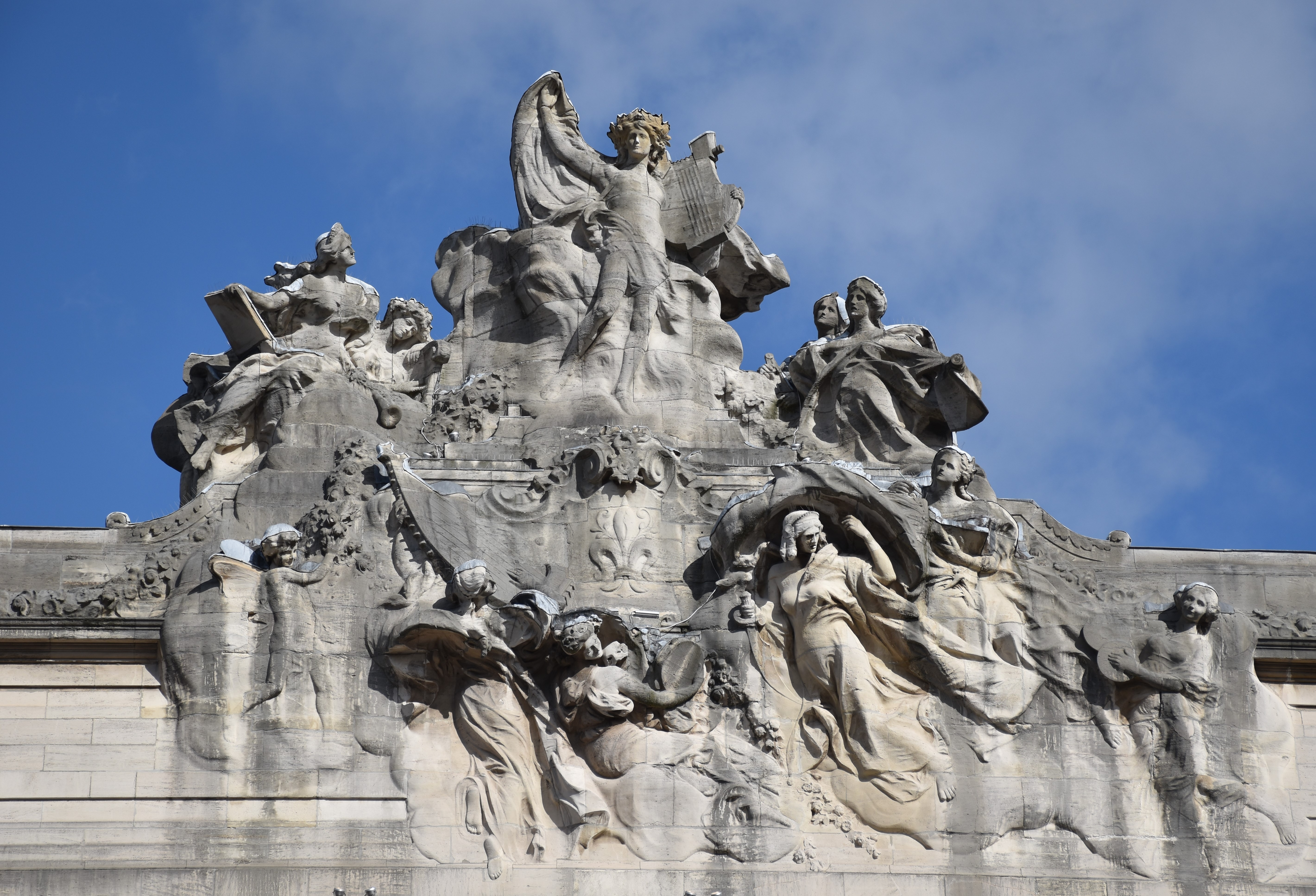
Hippolyte Lefèbvre, Apollon et les Muses ou La Glorification des Arts (1912).

D'un style Beaux-Arts très orné, la façade de l'opéra de Lille correspond aux canons architecturaux de la belle époque en vogue depuis l'Exposition universelle de 1900, le regain d’intérêt pour l'architecture française néoclassique à cette époque étant représenté entre autres par les façades du Grand et du Petit Palais.
En pierre calcaire, très lumineuse, cette façade comporte trois travées, le premier étage étant percé de trois larges baies cintrées qui éclairent le grand foyer. Son décor a été entièrement conçu et dessiné par Louis Marie Cordonnier.
L’attique reçoit un groupe sculpté d'une rare ampleur ; réalisé par Hippolyte Lefèbvre, qui illustre La Glorification des Arts. Autour d'Apollon, Dieu des Arts, neuf muses représentent la poésie, la musique, la comédie, la tragédie et d'autres arts lyriques ou scientifiques. De part et d'autre des baies, deux reliefs représentent, à gauche, une allégorie de la musique, sous les traits d'une jeune femme tenant une lyre, sculptée par Alphonse-Amédée Cordonnier, à droite, la tragédie, figure féminine brandissant une épée, sculptée par Hector Lemaire.

### Le vestibule

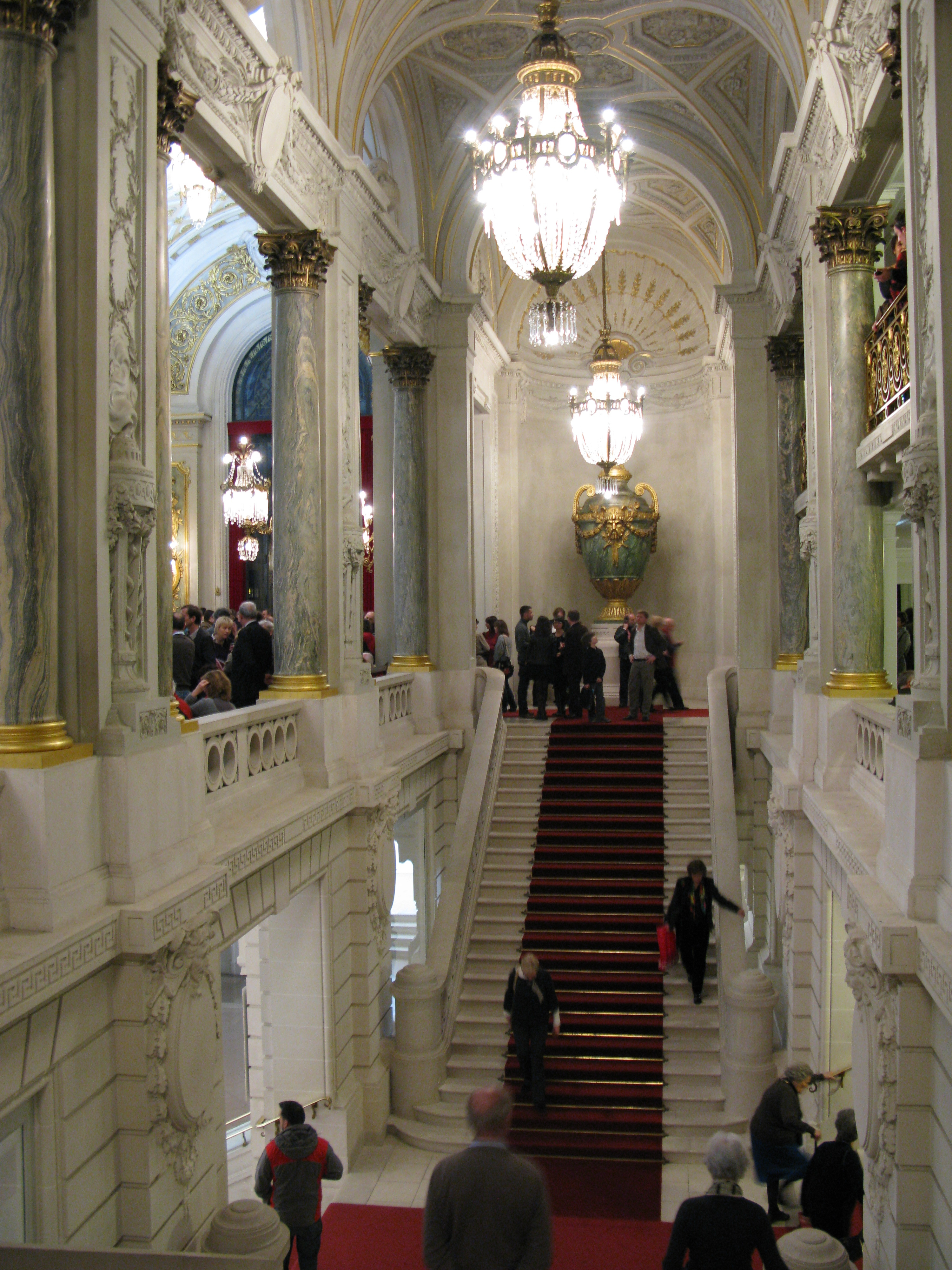
Les escaliers.

Le vestibule donne directement sur l'escalier d'honneur encadré de deux autres escaliers qui mènent au parterre et aux galeries des étages. Décoré de deux statues, à droite, L'Idylle, réalisée par Jules Déchin, et à gauche, La Poésie, réalisée par Charles Caby, il conduit à un palier qui dessert la grande salle et deux volées de marches, perpendiculaires à l’axe central, qui dirigent vers le niveau des premières galeries et du grand foyer.
Sous la direction d'Alexandre Vanderdonckt (1960-1978), le principe de la double entrée fut supprimée.Il y avait 2 entrées la première, la principale, donnait sur la place devant l'Opéra et permettait l'accès au parterre et au 1er balcon; la seconde, située sur le côté du bâtiment ne donnait accès qu'aux autres balcons.

### Le grand foyer

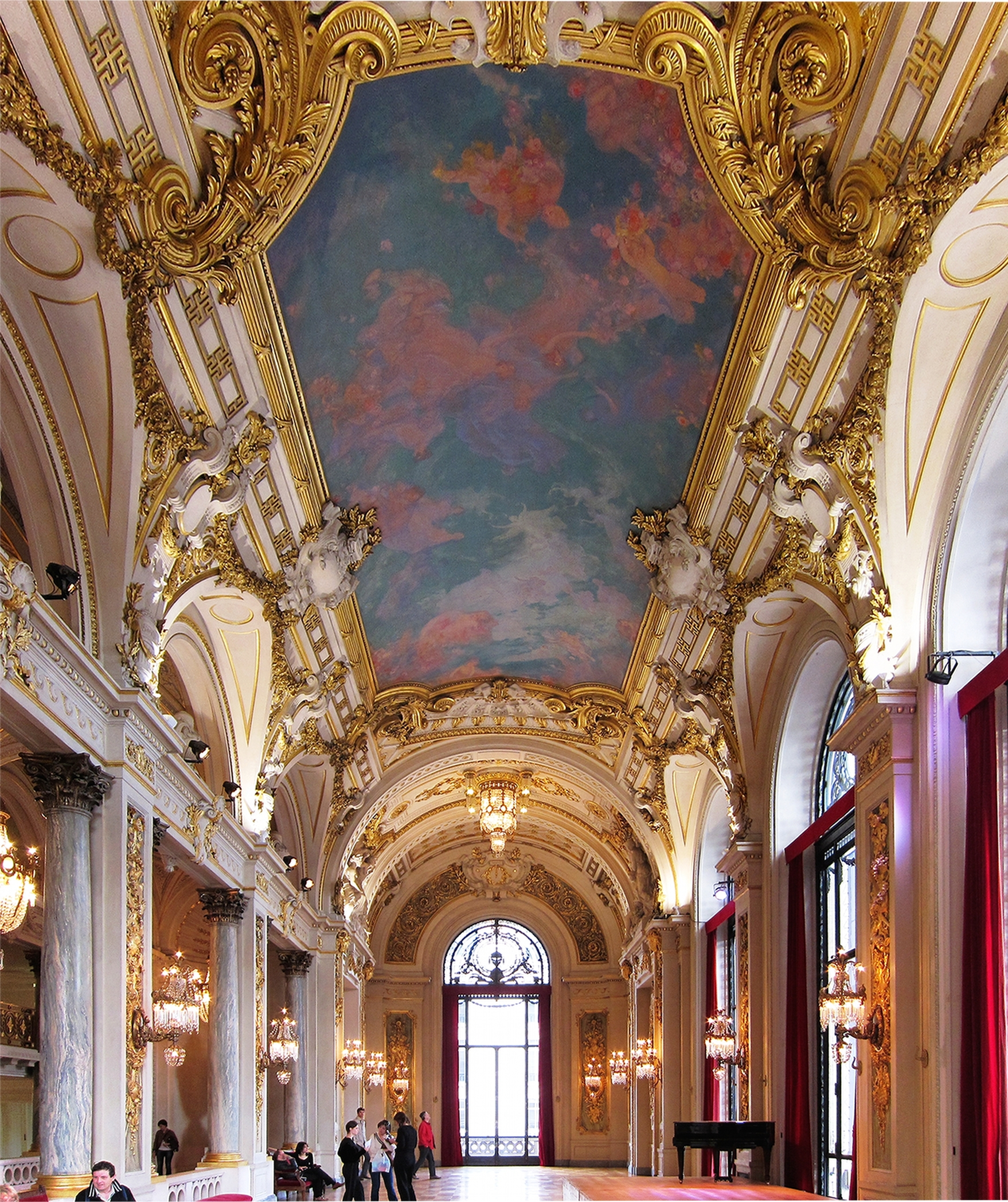
Le grand foyer.

Le grand foyer, qui occupe toute la longueur de la façade, comprend cinq baies vitrées, trois donnant sur la place du Théâtre et une à chaque extrémité. Il est orné d'un plafond peint par Georges Picard, de deux tableaux ovales du même auteur représentant la Musique et la Danse, de quatre grands groupes sculptés réalisés par Georges Armand Vérez et de deux sculptures, l'allégorie de la Paix, d'Edgar Boutry, et les Trois Grâces, de Gustave Crauk.

### La salle
La salle à l'italienne, couverte d'une coupole, comprend six loges d'avant scène, une fosse à orchestre, un parterre et quatre galeries, pour un total de 1 138 places.
Rouge et or, elle est abondamment décorée de sculptures réalisées par Edgar Boutry. Quatre groupes sculptés représentent la Danse, la Musique, la Tragédie et la Comédie. Des cariatides représentant les saisons encadrent les loges d'avant scène et la scène est coiffée d'une allégorie à la Glorification des Arts, surmontée de sa devise en latin : Ad alta per artes. La coupole est entourée de huit médaillons peints par Georges Dilly et Victor Lhomme.
Au cours de son histoire, la salle fut plusieurs fois réaménagée. A l'été 1973, la fosse d'orchestre, trop étroite, fut agrandie pour accueillir une centaine de musiciens, les premiers rangs du parterre se trouvèrent plus près de la scène. L'accès au parterre fut modifié: l'allée centrale étant supprimée, remplacée par deux allées latérales.

### Le plateau
D’environ 450 m2 de superficie, le plateau désigne l’espace scénique. Entièrement refait lors de la rénovation de 2001, réalisée par les architectes Pierre-Louis Carlier et Patrice Neirinck, c’est un outil de travail perfectionné au service des artistes.
La scène, de 18,40 mètres de long sur 28 mètres de large, précède les loges, les foyers des interprètes et les bureaux de l’administration. Au-dessous, l'opéra possède également un foyer de 200 places.

### La rotonde
L’ancien bar-fumoir de l’Opéra est situé sous la salle de spectacle. Cet espace adopte une forme circulaire entourée de colonnes qui en délimitent les contours. À l’entrée de la Rotonde se trouve la Petite Danseuse sculptée par Hippolyte Lefèbvre.